# Tetraponera kosi
Tetraponera kosi (лат.) — вид древесных муравьёв рода Tetraponera из подсемейства Pseudomyrmecinae (Formicidae). 

## Распространение
Встречается в экваториальной Африке: ЮАР (Квазулу-Натал). Известен только из одного участка прибрежного леса, где в шипах акации Vachellia kosiensis были собраны четыре серии гнёзд, каждая из которых принадлежала другому дереву. Было обнаружено, что муравьи держат щитовок в шипах.

## Описание
Муравьи мелкого размера коричневого цвета с более светлыми ногами (около 5 мм). Ширина головы рабочих от 0,98 до 1,08 мм, длина головы от 1,11 до 1,31 мм. Среднеспинка ограничена сзади очень слабым поперечным вдавлением; метанотальная пластинка не дифференцирована с дорсальной стороны проподеума; петиоль относительно короткий и узкий; в профиль узелок петиоя с крутой антеродорсальной гранью, закругляющейся в более пологую заднедорсальную грань. Отстоящая волосистость  относительно редкая. Коричневые, мандибулы, усики, передний край головы, голени и лапки светло-желтовато-коричневые.

## Систематика
Вид был впервые описан в 2022 году американским мирмекологом Филипом Уардом (Philip Ward, Department of Entomology, University of California, Davis, Калифорния, США) в ходе проведённой им родовой ревизии. Включен в видовую группу Tetraponera  natalensis-group, но отличается окраской, строением петиоля и ног.